# Décès en 963
Décès
- 959
- 960
- 961
- 962
- 963
- 964
- 965
- 966
- 967

Cette page dresse une liste de personnalités mortes au cours de l'année 963 :
- 15 mars : Romain II, empereur byzantin.
- 3 avril : Guillaume III d'Aquitaine, dit Tête D'Étoupe, duc d'Aquitaine et comte de Poitiers de 935 à 963.
- 18 avril : Étienne Lécapène, coempereur byzantin.
- 16 août : Marianos Argyre, général byzantin.

- Osulf de Bernicie, comte de Bernicie.
- Tryggve Olafsson, roi viking, qui règne sur le royaume de Viken (aujourd'hui Vingulmark et Ranrike).

## Crédit d'auteurs
- Cet article est partiellement ou en totalité issu de l'article intitulé « 963 » (voir la liste des auteurs).